# Tanypus masteri
Tanypus masteri är en tvåvingeart som först beskrevs av Frederick Askew Skuse 1889.  Tanypus masteri ingår i släktet Tanypus och familjen fjädermyggor. Inga underarter finns listade i Catalogue of Life.